# Paul Nerrlich
Paul Nerrlich (* 25. August 1844 in Quaritz; † 15. März 1904 in Berlin) war ein deutscher Philosoph, Germanist und Gymnasiallehrer.

## Leben
Nerrlich besuchte die Schule in Glogau und studierte Philosophie, klassische Philologie und Geschichte an den Universitäten in Heidelberg und Berlin. 1870 absolvierte er die Oberlehrerprüfung und unterrichtete anschließend an Schulen in Berlin, zunächst an der Luisenstädtischen Gewerbeschule, ab 1875 am Askanischen Gymnasium und zuletzt ab 1899 am Luisengymnasium. 
Nerrlich machte sich insbesondere als Literaturhistoriker verdient, wobei sein Forschungsschwerpunkt bei dem Schriftsteller Jean Paul lag. Er starb 1904 nach längerer Krankheit in Berlin und wurde auf dem dortigen Dreifaltigkeitskirchhof in der Baruther Straße beerdigt.

## Werke (Auswahl)
Monographien
- Jean Paul und seine Zeitgenossen. Weidmann, Berlin 1876.
- Jean Paul: sein Leben und seine Werke. Weidmann, Berlin 1889.
- Zu Jean Paul. Gaertner, Berlin 1889.
- Herr von Treitschke und das junge Deutschland. Rosenbaum & Hart, Berlin 1890.
- Das Dogma vom klassischen Altertum in seiner geschichtlichen Entwicklung. Hirschfeld, Leipzig 1894.
- Ein Nachwort zum Dogma vom klassischen Altertum: neun Briefe an Julius Schvarcz. Hirschfeld, Leipzig 1899.

Herausgeberschaften
- Briefe von Charlotte von Kalb an Jean Paul und Dessen Gattin. Weidmannsche Buchhandlung, 1882.
- Jean Pauls Werke. 6 Bände. Spemann, Berlin, Stuttgart 1884–1886.
- Arnold Ruges Briefwechsel und Tagebuchblätter aus den Jahren 1825–1847. Weidmann, Berlin 1886.
- Jean Pauls Briefwechsel mit seiner Frau und Christian Otto. Weidmann, Berlin 1902.